# Курилко, Алексей Леонидович
Алексе́й Леони́дович Кури́лко (1 октября 1976, Киев) — украинский актёр, писатель, драматург и радиоведущий.

## Биография
Родился 1 октября 1976 года в Киеве.
В 1999 году он поступил в театр-студию импровизации театра-студии «Чёрный квадрат» и с тех пор является ведущим актером театра, задействованным в большинстве его спектаклей.
В студии театра «Чёрный квадрат» вел занятия «Искусство вранья», «Чистая импровизация»,"Пресс-конференция".
С 2001 года публикуется в международных литературных журналах, таких как «Радуга», «Крещатик» и др.
В 2008—2009 гг. был ведущим утреннего развлекательного шоу «ComedyFM» на радио «EuropaFM».
В 2009 году получил Русскую премию за повесть «Сборище неудачников».
В 2010 году вышла первая книга автора «Земля вращается со скрипом».
В 2012 году получил Гоголевскую премию за повести «Пара ненормальных явлений» и «В поисках золотого тельца».
Дебютировал в кино в 2004 году в комедийном телесериале «Леся+Рома». С тех пор постоянно снимается в кино, ситкомах, сериалах, и юмористических шоу, таких как: «Вечерний Киев», «Рюрики», «Насправді-шоу», «Бойцовский клуб», «КиС», «Матриархат» и др.
В 2012—2013 гг. ведущий утреннего развлекательного шоу «Душа в душу» на радиостанции «Nostalgie».
С 2013 года ведущий собственного утреннего развлекательного шоу «Утро в большом городе» на радиостанции «Nostalgie».
В 2013 году стартовала авторская программа Алексея «Слово в защиту гениев и злодеев» на радиостанции «Nostalgie».
В 2013 году «УкрКиноХроника» и режиссёр Даниил Сырых сняли документальный фильм о Алексее Курилко, под названием «Земля вращается со скрипом».
В 2014 году на радиостанции «Nostalgie» стартовала авторская программа А. Курилко «Жив Курилко» (радиотеатр), в которой автор читает свои собственные произведения.
В 2015 году на радиостанции «Nostalgie» стартовала авторская программа Алексея «Литературные беседы у камина» или «Мимолетно о вечном».
В 2018 году получил Премию им. Максимилиана Волошина за повесть «Террариум единомышленников»
В 2019 году в Одесской международной литературной премии им. Исаака Бабеля занял 2 место за лучший рассказ (новеллу) «В поисках…»
В 2022 году в Одесской международной литературной премии им. Исаака Бабеля занял 1 место за лучший рассказ (новеллу) «Все пройдет»
В 2024 году в Национальной библиотеке Украины им. Ярослава Мудрого состоялась презентация книги  Алексея Курилко - «Война, мир, любовь»

## Премии
- Русская премия, 2009 г., номинация «Малая проза» за повесть «Сборище неудачников»[4];
- Гоголевская премия, 2012 г., за повести «Пара ненормальных явлений» и «В поисках золотого тельца»[5]
- Премия им. Максимилиана Волошина 2018 г., за повесть «Террариум единомышленников»[21]
- Одесская международная литературная премия им. Исаака Бабеля 2019 г., 2 место за лучший рассказ (новеллу) «В поисках…»[18]
- Одесская международная литературная премия им. Исаака Бабеля 2022 г., 1 место за лучший рассказ (новеллу) «Все пройдет»[19]

### Периодические литературные издания
Украинский журнал русскоязычных писателей «Радуга»
- 2001 — рассказы «Яблоко от яблони» и «Горе»
- 2002 — рассказ «Окно напротив» (В 2004 г. по мотивам этого рассказа был снят короткометражный фильм «Свет в окне напротив»[22])
- 2008 — рассказ «Хулиганы»
- март 2009 — повесть «Сборище неудачников»
- октябрь 2009 — повесть «Отечественное порно»
- 2010 — киноповесть «Подонок»
- (№ 7)2010 — повесть «Пара ненормальных явлений»
- январь 2011 — повесть «В поисках золотого тельца»
- апрель 2011 — рассказ «Ты ещё жив»
- сентябрь 2011 — повесть «Мобильный роман»
- 2012 — повесть «Ниже падать некуда»
- (№ 7-8) 2013 — повесть «Родом из детства»
- (№ 1/2) 2015 — рассказ «Последний шанс на счастье»
- (№ 5/6) 2015 — рецензия на книгу А. Крыма «Украинская каб(б)ала»
- (№ 7-8) 2015 — эссе-исследование «„Свечка“ за здравие русской литературы»

Литературный журнал литобъединения «Edita» (издаётся в Германии на русском языке)
- 2012, выпуск 1 — рассказ «Мобильный роман»
- 2012, выпуск 3 — «Дневник другого гения» (пародия на дневники литераторов)
- 2012, выпуск 4 — повесть «Записки Иуды Искариота»
- 2012, выпуск 5 — рассказ «Конец света»
- 2014 — повесть «В поисках золотого тельца»

Журнал всеукраинского общества людей, которые живут с ВИЧ «Позитивне серце»
- 2009 — «Дневник другого гения» (пародия на дневники литераторов)
- 2011 — стихи для детей

Ежемесячный журнал «Florida» (издаётся в Майами (Флорида) на русском языке)
- 2012 — рассказ «Эгоист»

Независимый литературно-художественный журнал «Слово/Word» (издаётся в Нью-Йорке на русском языке)
- № 80 2013 — рассказы из повести «Родом из детства», под общим названием «В первый раз в первый класс»[23]
- № 86 2015 — рассказы: «Первое слово», «Мой папа — Высоцкий», «Сказать сестре спасибо», «Так мама говорила»

Международный литературный журнал «Крещатик» (издаётся в Германии)
- № 3 2000 — повесть «Записки Иуды Искариота»
- № 4 (10) 2001 — рассказ «Ты ещё жив»
- № 3 (69)2015 — роман «Легендарные мемуары эротографомана»[24]

Литературный журнал «Зарубежные задворки»
- 2015 — рассказ «Сто долларов»

Литературный журнал «Нева»
- (№ 9) 2015 — псевдофилософская оптимистическая поэма «Без одной минуты век»[25]

Газета «День литературы»
- октябрь 2015 — горько-ироническое размышление «Памятник памяти»
- октябрь 2015 — эссе-исследование «„Свечка“ за здравие русской литературы»[26]

Газета «Наша Канада» (издаётся в Канаде (Торонто) на русском языке)
- № 2 (330) 2015 — рассказ «Вечная история»
- № 4 (332) 2015 — рассказ «Гордыня»
- № 6 (334) 2015 — рассказы «Последний шанс на счастье» и «Мелочи жизни»
- № 10 (338) 2015 — рассказы: «Алмазный копчик», «Куклы» и «Устами младенца»
- № 13 (341) 2015 — рассказ «Исповедь авторитета»
- № 16 (344) 2015 — «Эссе о Рассказчике»

Журнал «Медведь». Мужской журнал для чтения
- октябрь 2015 г. — рецензия от А. Курилко на новую книгу М. Гончаровой «Аргидава и Алиса»[27]

Альманах «Любовь. Мегаполис. Одиночество» (2006 г.)
Проект творческого объединения «Чёрный Квадрат», напечатанный харьковским издательством «Фолио»
- Алексей Курилко — рассказы и повести: «Важные мелочи», «У него зазвонил телефон», «Записки Иуды Искариота», «Эгоист», «Новый год», «Похороны», «Куклы», «Окно напротив», «Сука», «Ты ещё жив», «Горе», «Устами младенца», «Партия», «Сто долларов», «Записки бездельника»)

Книга «Странности передвижений»
В книгу вошли рассказы современных писателей, опубликованные на страницах журнала «Крещатик» к его десятилетию в 2007 году.
- Алексей Курилко — «Записки Иуды Искариота»

Книга «Школа жизни. Честная книга любовь — друзья — учителя — жесть»
В книгу вошли рассказы писателей из России, с Украины, из Белоруссии, Казахстана, а также бывших граждан СССР, проживающих в США, Германии, Израиле о детстве и отрочестве 60х-90х гг.
- Алексей Курилко — «Про немца, волка и драки до… дружбы»

Электронные литературные издания
- Журнал «Лиterraтура» (№ 61, 2014 г.) — рассказ «Мой папа — Высоцкий»
- Портал для журналистов «Живое слово» (2015 г.) — рассказ «Любимый диагноз» (недоступная ссылка)
- Сервер современной литературы «Самиздат» при библиотеке Мошкова — повесть «В поисках золотого тельца» (№ 11, 2012 г.)
- Альманах «Снежный ком»(№ 9, 2013 г.) — «Дневник другого гения» (недоступная ссылка)
- Платформа электронных публикаций «Magru» — романтическая история «Мобильный роман», сатирический рассказ «Дневник другого гения», философская повесть «Записки Иуды Искариота»[29]
- Современный сетевой литературный альманах «Палисадник» (№ 2, 2015(4))- рассказ «Проза жизни»;

## Спектакли
А. Курилко — ведущий актёр киевского театра-студии импровизации «Чёрный квадрат»

### Режиссёр-постановщик
- «Кто кого хочет» (по мотивам рассказов Алексея Курилко);
- «Идеальное оружие страсти» (по одноимённой пьесе Алексея Курилко);
- «Егор Лютый» (спектакль по одноимённой поэме Алексея Курилко);
- «Тамара и Демон» (спектакль по одноименной поэме Алексея Курилко, вошедшей в книгу «Бег от смерти»). Этот спектакль, с разрешения Алексея Курилко, также поставил театр «Бам-Бук» из г. Краматорска[30]);
- «Ерофеев. Похмельный ангел» (по мотивам поэмы в прозе писателя Венедикта Васильевича Ерофеева «Москва — Петушки»);
- «Земля вращается со скрипом»);
- «Обречённые на счастье. (Лишние люди)» (по рассказам писателя Сергея Довлатова);
- «Мужские правила разврата» (по одноимённой пьесе Алексея Курилко);
- «Все женщины продаются»;
- «Пришить старушку»; (по пьесе Джона Патрика «Дорогая Памела»)
- «Интимные откровения счастливого неудачника»;
- «Рассказочки под селёдочку»;
- «Ниже пояса, выше плинтуса»;
- «Косметика врага»;
- «Сказки усталых городов»;
- «Любовь де Труа»;

### Ведущие роли в спектаклях
- «Идеальное оружие страсти»
- «Кто кого хочет»
- «9,10,11,13,14 минут до и после секса»;
- «Голая правда. Вместо секса»;
- «Женщины оптом и в розницу»;
- «Зимние/весенние/летние/осенние истории до и после секса»;
- «И снова здравствуйте!»;
- «Мгновения любви, эпоха одиночества»;
- «Огрызки жизни или 19 см любви»;
- «Рассказочки под селёдочку»;
- «Сказка для взрослых»;
- «Слушай песни ветра»;
- «Театральное чтиво»;
- «Ужин в четыре руки»;
- «Чистая импровизация» (проект)[31];
- «Мафия» (проект);

## Фильмография
- Юмористический исторический ситком «Рюрики» (играет во всех двадцати четырёх сериях в разных ролях)[7];
- Фильм «Дети дорогие» (роль — бандит)[32];
- Фильм «Довженко начинается или Сашка-реформатор» (сыграл Юрия Яновского)[33];
- Телесериал «Возвращение Мухтара — 2» (роль — вор Стас);
- Телесериал «Я приду сама» (роль — заключённый в камере)[34];
- Скетч-шоу «Кис» (много разных главных ролей)[10];
- Скетч-шоу «Матриархат»[11];
- Скетч-шоу «Скотч-шоу»[35] (много разных главных ролей);
- Документальный фильм о Алексее Курилко . «УкрКиноХроника» и режиссёр Даниил Сырых сняли документальный фильм о Алексее Курилко под названием «Земля вращается со скрипом»[36];
- Скетч-шоу «Братан-Ботан» (Ботан Гриша)[37];
- Скетч-шоу «Штучки»[38];
- Серия розыгрышей «Осторожно, кастинг!»[39];
- «Анекдоты по-украински»[40];

## Сценарист
- Ситком «Файна Юкрайна»
- Сериал «Ласточкино гнездо»
- Ситком «Такси»
- Ситком «Домашний арест»
- Скетч-шоу «Три сестры»
- Сериал-розыгрыши «Чертовки в юбках»
- Ситком «Кузница звёзд»
- «Киевская Русь» (мультсериал для студии квартал 95)
- Новогодний огонёк 2014 г. на канале Интер
- Новогодний огонёк 2015 г. на канале Интер